# Cisticola lateralis
Cisticola lateralis là một loài chim trong họ Cisticolidae.